# 誤謬
論理的な誤謬（ごびゅう）あるいは虚偽（きょぎ）（英: Fallacy）とは、推論の過程における論理的な誤りや間違い。または、誤った推理（推論）そのものを指す。論理的誤謬においては、誤った論理展開、根拠のない主張、妥当性を欠く推測、裏付けのない議論や結論などが、意図的または非意図的に利用される。その内で、意図的に行われるものを「詭弁」という。

## 概説
誤謬に関する体系的な研究は、アリストテレスの『詭弁論駁論』より始まった。そこで彼は誤謬を、「言語上の虚偽」(言語表現に基づくもの）と、「言語外の虚偽」（言語表現に関わらないもの）に大別し、その分別のもと具体的に13種類の誤謬を列挙している。アリストテレスは、三段論法の理論において、見かけ上は三段論法であっても実は正しくない議論はすべて機械的に発見することができるとした。
三段論法の理論に基づく論証は、厳密に定義された形式体系の規則にかなうものであり、使用される記号には曖昧性がない。一方で、現実の対象との間で交わされる議論は、文脈に依存した自然言語が用いられるため、その言説には曖昧性が存在している。1970年代以降は自然言語の議論を対象とする非形式論理学の研究が新たに進められ、言語学（語用論等）や議論学など、他の学術分野の発展も論理学に取り入れられるようになった。こうした論理学の発展に伴い、多くの誤謬が新たに特定され、その内容や分類体系も多様化していった。
特定されている誤謬については「誤謬の一覧」を参照。

## 誤謬の分類法
各誤謬の分類方法は論者によって異なり、学術的な合意は得られていない。
分類の考え方の一つとして、論理学の推論規則に反する誤謬かそれ以外かで分ける方法がある。その代表的なものが、「形式的誤謬（虚偽）」と「非形式的誤謬（虚偽）」である。近藤洋逸と好並英司は、「演繹論理についていえば」虚偽は推理規則に反する「形式的虚偽」とその他の「非形式的虚偽」に分けられ、「非形式的虚偽」がさらに「言語上の虚偽」と「言語外の虚偽」とに分けられると整理している。大田莞爾は分類の基準を「論理的虚偽にもとづく非妥当推理」か「非論理的理由から結果として論理的虚偽を生じさせているもの」かに定め、前者に該当する「形式的虚偽」と、後者に該当する「言語的虚偽」及び「資料的虚偽」の三種に分類している。足立幸男は「論証のあり方」という観点から、論理学的規則に違反する「論理的虚偽」と論理学的規則をどれ一つ犯していない「無論理的虚偽」に分類した。
他方に、誤謬同士の類似性において分類する考え方がある。T・エドワード・デイマーは「優れた議論（good argument）」の規則に反するという観点から、誤謬を「構造性の基準」「関連性の基準」「許容性の基準」「十分性の基準」「反論の基準」のどれかに違反するものとして五種に分類している。塩谷英一郎はクリティカルシンキングにより回避すべき誤ちという観点から、誤謬を「論理的な誤り」「帰納法関係の誤謬」「因果関係理解の誤り」「用語選択の誤り」「論点ずらし」の五種に分類している。「前提の誤謬」など議論の構成要素で誤謬を分類する立場もある。
その他の独自の分類法としては、フランシス・ベーコンの「イドラ」が有名である。ベーコンは著書『ノヴム・オルガヌム』において、（誤謬自体ではなく）各誤謬を導く論者の認識論上の問題として「イドラ」を提唱し、それを四種に分類している。

## 形式的誤謬
推論（推理）が「前提が真ならば結論も真であり、前提が真で結論が偽であることはあり得ない」という条件を満たす論理必然的な形式をとる場合、これを演繹という。また、推論が上述した条件を満たしている場合を妥当（valid）、満たさない場合を非妥当（invalid）という。形式論理学において、論理的に妥当とみなされる推論は演繹形式に限られる。
形式的誤謬とは、推論規則に反する形式的誤りによって生じる誤謬である。論理形式に誤りがある非妥当な推論一般を指す。ただし、推論の妥当性は命題の真とは別物であるため、非妥当な推論から導き出される結論が間違っているとは限らない。形式的誤謬の核心は、前提が真であっても結論が真であることを論理的に保証できない、演繹推論上の欠陥にあると言える。

## 形式的誤謬の例

### 前件否定の虚偽
- A「自分がされて嫌なことは、人にもするな」（白銀律）
- B「なら自分がされて嫌でなければ、人にしても良いんだな」

Aの発言に対するBの返答は「（XならばYである）。Xでない、故にYでない」という形式であり、前件否定の虚偽と呼ばれる。これは「ある命題が真であるとき、その裏（前件・後件をそれぞれ否定形にした命題）もまた真である」と誤って推論する論理的誤謬である。
前件は、後件が真であることの十分条件かもしれないが、必要条件ではないかもしれない。例えば「鍵を持っていれば施錠された家の中に入れる」（XならばYである）が真だとしても、「鍵を持っている」ことが施錠された家の中に入るための唯一絶対の条件（YであるためにはXでなければならない）というわけではない。上記の形式の推論は、前件と後件が論理的に同値（双条件）である場合しか成立しない為、論理的に妥当でない。この誤謬は、仮言三段論法の誤用としても定義される。

### 後件肯定の虚偽
- A「対象について無知ならば人は恐怖を感じる。つまり、対象に恐怖を感じたならばそれに対して無知だということだ」

Aの発言は「XならばYである。従って、YならばXである」という形式の推論であり、後件肯定の虚偽と呼ばれる。これは、「ある命題が真であるとき、その逆（前件と後件を入れ替えた命題）もまた真である」と誤って推論する論理的誤謬である。
後件が成立するためには、前件以外にも十分条件が存在するかもしれない。仮に「対象について無知ならば、人は恐怖を感じる」（XならばYである）が真だとしても、恐怖という感情が生じる（Yである）原因はその他にも複数存在している。条件的前提（条件文）の後件が肯定されることからその前件を導く推論は、前件と後件とが論理的に同値の場合しか成立しない為、論理的に妥当でない（逆は必ずしも真ならず）。この誤謬もまた、仮言三段論法の誤用として定義される。

### 媒概念不周延の虚偽
- A「頭の良い人間は皆、読書家だ。そして私もまた、よく本を読む。だから私は頭が良い」

Aの発言は「すべてのXはYである(全称命題)。ZもYである。故にZはXである」という形式の三段論法で、これは論理学で媒概念不周延の虚偽と呼ばれる。命題において、概念が適応される全ての対象について論及されている場合、その概念は「周延をもつ」とされる。逆に、含まれる全ての対象について論及していないなら、その概念は不周延である。上記の例でいえば、「頭の良い人間」と「私」をつなぐ概念（媒概念、中名辞あるいは中項）である「読書家」は、「読書家の中には頭の良くない人もいるかもしれない」ために前提命題において不周延であり、よってこの推論は誤りである。
形式的には、大前提を「頭の良い人間の集合は、読書家という集合の部分集合である（X ⊆ Y）」、小前提を「私は読書家の集合の要素である（Z ∈ Y）」と表した場合、結論の「私は頭の良い人間の集合の要素である（Z ∈ X）」が必ずしも導き出せないことから、論理的に妥当でないと説明できる。

### 媒概念曖昧の虚偽（四個概念の虚偽）
- A「塩は水に溶ける。あなた方は地の塩である。ゆえにあなた方は水に溶ける」[30][注 2]

Aの発言は「MはPである。SはMである。故にSはPである」と一見第一格の三段論法に見えるが、文脈によって異なる意味を持つ単語を媒概念に使用しており、「大前提M-Pの文脈におけるM」と「小前提S-Mの文脈におけるM」が異なるため、命題は成立しない。
例えば「車(自動車)は運転免許が必要な乗り物だ。自転車は車(車両)である。ゆえに自転車は運転免許が必要な乗り物だ」という時、大前提における「車」と小前提における「車」は異なる二つの概念であり、他の概念を媒介することは出来ない。これは形式上「定言三段論法には三個の概念が必要であり、かつ三個に限られる」という論理規則を破っているため、四個概念の虚偽とも呼ばれる。

### 選言肯定の虚偽
- A「ゴッホは天才または狂人である。そしてゴッホは天才である。故に彼は狂人ではない」

Aの発言「X または Y である。X である。故に Y ではない」は、一見、選言三段論法の形式のように見えるが、選言肯定の虚偽に該当する誤推論である。選言三段論法には「選言肢の一方を肯定しても、それによって必ずしも他方を否定することにはならない」という論理規則が成り立つ。これに反するものが選言肯定の虚偽であり、上記の推論は、「天才」（選言肢の一方）であることを論拠として「狂人」（選言肢の他方）ではないとの結論を導いていることから誤りである。「天才」と「狂人」という概念は必ずしも相反するものではない。

## 非形式的誤謬
非形式的誤謬とは、演繹推理における内容についての不注意や考え違いから生じる誤謬。あるいは自然言語、つまり日常的な談話の中で非形式的な議論を行う際に犯される種類の誤りのこと。
多くの場合、非形式的誤謬は、形式だけでなく内容にも依存する非演繹的推論において発生することが多い。そこでは非論理的な内容に加えて、議論の文脈もまた多くの非形式的誤謬の誤謬性に役割を果たす。
非形式論理学においては、自然言語から生じる誤謬を「論証」や「妥当性」といった本質的に論理的な問題として分析する限界を指摘する立場もある。議論研究の一大学派「語用論的弁証法（Pragma-Dialectical）」は、誤謬を「議論における間違った動き」として改めて定義した。その上で、議論における10の行動規範を定め、そのどれに反するかによって誤謬を分析することで、各誤謬の新たな定義を提唱した。

## 非形式的誤謬の例

### 無知に訴える論証
- A「B氏は地底人がいないと断言している。しかし、それを裏付ける証拠はないため、地底人は存在する」

Aの発言は、「XがYである（Yでない）という証拠がない。故にXはYでない（Yである）」という形式の誤った推論で、これを無知に訴える論証という。「証拠がない」ことを論拠として結論を導出する誤謬。また、相手が証拠を提示できない、ないしはそうすることを拒絶するからといって、主張の真実性（あるいは虚偽性）を主張する手法もこれに含まれる。いかなる主張の立証責任も、それを主張した論者の側にある（立証責任の原則）。しかし、無知に訴える論証には、この責任を放棄し、逆に相手に責任を転嫁する特徴がある。上記の例でいえば、「地底人が存在する」ことを証明する責任は主張した側（A）にあるが、「存在しないという証拠がない（証拠を提示できない）」として相手（B）にその責任を転嫁している。
論者が立証責任を果たしていない推論においては、証拠がないことを根拠として物事を証明することはできない。これは「A氏は地底人がいると断言しているようだが、その証拠はない。つまり地底人はいない」という一見すると常識的な論証についても同様である。もし「そうでない（である）ことは証明されていない。故に、そうである（でない）」という類の論証が有効ならば、部屋のなかにいるだけであらゆる事柄が証明可能になってしまう。「あのタレントが不倫していないという証拠はない。つまり不倫しているのだ」など。

### 軽率な一般化（早まった一般化）
- A「私が今まで付き合った4人の男は、皆私に暴力を振るった。男というものは暴力を好む生き物なのだ」

量的に不十分なサンプルによってその事例が属する集合全体の一般命題を定立したり、母集団を代表し得ない偏ったサンプルによって一般化を行うような誤りのことを軽率な一般化または早まった一般化という。帰納推論（特殊から一般を導く推論）において生じる誤謬。この誤謬の核心は、統計的推論上のサンプリングによる一般化プロセスに瑕疵がある点にある。
上記のAの発言は、少ない例から普遍的な結論を導こうとしている。すなわち、「ある男は暴力を好む」という事例が複数個得られたことを根拠に、暴力を好まない男は存在しない（「すべての男は暴力的である」）という全称判断を性急に引き出す誤りを犯している。このAの結論に反証するためには、根拠に反する事例、すなわち暴力を好まない男のサンプル（ある男は暴力的でない）を示すだけでよい。

### チェリー・ピッキング
- A「我が社が導入した新しいマーケティング戦略は、間違いなく大成功ですよ。先月実施した顧客満足度調査では、首都圏の20代から30代の顧客層に限って見ると、満足度が驚異の90%を超えているんです」

「軽率な一般化」と関連のある誤謬。軽率な一般化の一形態と見なす立場もある。望ましい結論のために都合の良い肯定的事例にのみ注目し、否定的事例や矛盾する事実を無視または軽視するような論理的誤謬を指す。特定の結論を支持する一部のデータや事例のみを提示することで、結論の妥当性を高めることを目的する。

### 真のスコットランド人論法
- A「スコットランド人なら犯罪に手を染めるようなことはない」
- B「今朝の新聞でスコットランド人の犯罪が報じられてたよ」
- A「それは真のスコットランド人じゃないんだ」

「軽率な一般化」と関連のある誤謬。誤った一般化に対して反例を提示されたとき、その都合の悪い反例を定義から除外して自説を守ろうとする誤った論法である。哲学者アントニー・フリューの造語。
上記「軽率な一般化」の例を応用するなら、 A の一般化に対し、暴力を好まない男のサンプルが提示されると、「私の付き合った男は皆ボクシングをやっていたが、その男は違う。あなたの出してきた『男』は私の意味する『男』ではない」と主張して自説を守るケースなどがこれに該当する。

### 合成の誤謬
- A「ナトリウム（Na）原子は危険な物質であり、塩素（Cl）原子は有毒な気体である。つまり、それらが結合してできた食塩(NaCl)も危険で有毒な物質に違いない」

個別的に存在する性質を、それが属する集合全体についても主張する論理的な誤りを合成の誤謬と呼ぶ。論理構造としては「全体 W を構成するそれぞれの部分 P や T などは、性質 X を持っている。従って、全体 W も性質 X を持っている」という形式の誤推論である。この誤謬の核心は、 部分の性質はそのまま全体に移行可能であるという誤った仮定に基づいて自論を形成する点にある。「組織 D の職員が逮捕された。だから組織 D 全体もまともなものではない」という類の主張は、そこで統計的に有意なだけの人数（部分）が示されているのでない限り、合成の誤謬に該当する。
この誤謬は、全体に対する推論において「部分同士の関係性を無視する」ことでも起きる場合がある。上記の A の発言は、「物質の性質は分子構造や原子同士の結合様式（関係性）によって大きく変化する」事実を無視しているため、誤った結論を導出してしまっている。他にも、「君はXを食べるのが好きで、Yを食べるのも好きだから、XにYをのせて食べるのも好きに決まっている」といった推論が必ずしも成り立たないのも、要素間（食べ物同士）の相性という関係性を無視しているためである。
なお、「合成の誤謬」という語自体は他の学術分野でも広く用いられている。経済学においては、個々の消費者や企業の行動（ミクロ経済）において成立する法則や最適な行動が、必ずしも経済全体（マクロ経済）で同じように働くとは限らない、という論点を説明する際にこの用語が使われる。著名な例としてコモンズの悲劇を参照。社会科学や複雑系の研究では、還元主義的なアプローチ、すなわち個々の要素を細かく分析するだけでは全体の振る舞いを正確に予測できないという論点を説明する際に用いられる。著名な例としてフリーライダー問題を参照。

### 分割の誤謬
- A「国家 X は非人道的な侵略行為を繰り返している。従って、 X 国民も非人道的な性質をもつに違いない」

集合全体が持つ性質を、それに属する部分や個々の要素についても主張する論理的な誤りを分割の誤謬と呼ぶ。合成の誤謬の反対。演繹推論の論理構造（一般→個別）に類似した形式を持つ誤謬である。
上記の例でいえば、国家の決定に、国民全体が関与することは現実的に不可能である。国家の行動が個々の国民の性格や行動を直接反映するわけでない以上、全体（国家）の性質を部分（国民）にそのまま当てはめるのは論理的な誤りである。

### 曖昧語法
- A「争いは、同じレベルの者同士でしか発生しない」

曖昧語法（ambiguity）とは、2つ以上の異なる解釈が可能な語句や文法構造を、どの意味で使っているかを説明せずに主張や議論で用いて、相手を根拠のない結論へと導く誤謬である。アリストテレスが「同名異義」及び「同文異義」に由来する欺きとして「言語上の虚偽」の中核に位置付けたものがこれに当たる。曖昧語法は、単語やフレーズの意味についての混乱である意味的曖昧性に起因するものと、統語的構造によって文に2つ以上の意味が発生する統語的曖昧性（文意多義）に起因するものに区別される。
上記Aの発言内容が、特定の対象へ向けた主張に使用された場合、それは誤謬である。例えば、ある具体的な「争い」に対する主張にAの一般命題が前提されたとすると、「レベル」という語（名辞）の意味が何の水準・程度を指しているのか不明確なため、命題は根拠として機能しない。意味の分からない前提からは、何も証明することが出来ないためである。デイマーは、「曖昧語法」を用いられた場合、その使用者に対して曖昧な語または文をいかなる意図を想定して用いたかを聞くべきであり、それが出来ないときには結論を出さないほうがよいとしている。

### 論点先取（先決問題要求の虚偽）
- A「Bさんは正直者なんだから、ウソを言うわけないじゃないか」

Aの発言には、一見すると結論の裏付けとなる前提が存在する。しかし、その前提（「正直者」）は、真実性に対していかなる証明もなされていない不当なものであり、実際には結論の裏付けとして機能し得ない。こういった証明すべき命題が暗黙または明示的に前提の1つとして使われているような誤推論を、論理学では論点先取（begging the question）と呼ぶ。この誤謬の核心は、論証の基盤となる前提がすでに一般的承認を得たものとしてなんらの証明もなしに自明とされている点にある。我々はそのような前提に対して、まずは論証を求める権利があるため、論点先取は先決問題要求の虚偽とも呼ばれる。
なお「論点先取」は、不当な前提を採用した論理的誤謬一般を包括する語としても用いられる（論点窃取の虚偽）。

### 循環論法
- A「聖書に書かれているのは全能の神の言葉である。全能の神の預言が外れることはない。よって、聖書に書かれたことは実現する」
- B「なぜ書かれていることが神の預言だと言い切れるのか」
- A「聖書に神の言葉だと書いてあるからだ」

命題Xの論証において、「命題Xの真実性に依存した命題」を前提とする、ないしは「命題X自体」を前提とするような形式の推論を、循環論法（Circular reasoning）と呼ぶ。論点先取の一形態。または、論点先取と全くの同義語として扱われる場合もある。このように前提と結論が論理的に同一または相互依存関係にある場合、その推論は形式的には妥当（valid）である場合がある（「XならばXである」は恒真命題）。しかし、前提の真実性が独立して保証されないため、その推論は健全（sound）ではない。従って、実際の議論においては有効な推論とは認められない。

### 誤った二分法
- A「君は僕の事を『嫌いではない』と言ったじゃないか。それなら、好きって事だろう」

不当仮定を根拠に用いる「論点先取」の一形態。Aの発言には、「君は必ず僕の事が『好き』か『嫌い』かのどちらかだ」という大前提が隠されている（省略三段論法)。論理構造としては「Xは必ずYかZのいずれかである。然るに、XはYではない。故にXはZである」という形式の、妥当な三段論法である。ただし、「Xは必ずYかZのいずれかである」という暗黙の前提がその内容において偽であるならば、この推論は誤謬となる。上記の例の場合、好き嫌い以外にも無関心など他の心情が想定し得るため、暗黙の前提はその内容において偽である。このように、不当に仮定した二者択一を根拠に用いる誤謬、ないしその誤った二者択一自体のことを誤った二分法と呼ぶ。
命題「Xは必ずYかZのいずれかである」は、もし「Y」と「Z」が互いに排中・補完的（すなわち「非Z」が「Y」と同値、かつ「Z」が「非Y」と同値）ならば、論理学の基本原理に従った正しい推論となる。例えば、「あらゆる自然数は素数か素数でないかのいずれかである」と主張した場合、任意の自然数には「素数である」か「素数でない」かのいずれかがいつでも成立するため、これは排中律に基づく正当な二分法である。一方、「Xは必ずYかZのいずれかである」と主張し、実際には第三の選択肢やその他の可能性が存在する場合には、誤った二分法となる。
現実の例として、アメリカ同時多発テロ事件直後のジョージ・W・ブッシュ元大統領の演説が挙げられることがある。「誤った二分法」として指摘されるのは下記の表現である。
- 「すべての国、すべての地域は、今、決断を迫られています。私たちと共にあるか、テロリストと共にあるかのどちらかです[55]。（後略）」

この発言には「すべての国や地域は、『アメリカ（私たち）と共に立つ』か、『テロリストを支持する』かのどちらかしかない」という暗黙の「決めつけ（＝不当仮定）」がある。このような両極端な思考法は、「白黒思考」(black-and-white thinking) と呼ばれる「誤った二分法」の典型例である。

### 多問の虚偽
- A「どうして人を殺してはいけないの？」

複数の質問を組み合わせて単一の質問が形成されているとき、その質問のことを「多重質問（complex question）」という。不当仮定や別個に回答すべき問いを含んだ多重質問によって未証明の前提を相手に認めさせようとする誤謬を多問の虚偽あるいは複問の虚偽と呼ぶ 。「論点先取」と関連のある誤謬。
「多重質問」という形式自体が常に誤謬であるわけではない。例えば、法廷で検察官が被告人に「君は故意に被害者を殺害したのか」と尋ねる場合、そこには「(a) 被害者を殺害したのか」と「(b)それは故意であったか」という複数の質問が内在する。しかし、もし「被害者を殺害した」という事実自体が（本人の自白などによって）すでに争いのない前提、すなわち了解事項として共有されているならば、この問いは実質的に(b)の故意の有無を問うものであり、誤謬とはならない。
この誤謬の核心は、多重質問内にまだ証明されていない、あるいは対話者の間で合意されていない前提が含まれる点にある。このような質問に「はい/いいえ」のいずれかで回答すると、意図せず質問に含まれる未証明の前提を認めることになる。上記の問い「どうして人を殺してはいけないの？」には、「（すべての）人を殺してはいけない」という全称命題が暗黙の前提としてあらかじめ設定されている。そして、この問いは「(a) （すべての）人を殺してはいけないのか」と「(b) なぜ（すべての）人を殺してはいけないのか」の2つの問いで形成される多重質問である。(a) は暗黙の前提を含む質問であり、(b) は(a) の肯定を踏まえた質問である。つまり、(b) に回答した事実をもって、(a）を肯定した、暗黙の前提は了解されたと解釈することが出来る。
未証明の前提を設定した側には立証責任が生じる（立証責任の原則）。従って回答者は、回答よりも先に前提が真であることの証明（先決問題の解決）を求める権利、ないしその前提を明確に否定する権利を有し、単一の回答で応じる義務はない。上記の例の場合、回答者は(a) と(b) をそれぞれ別個に回答するか、「（すべての）人を殺してはいけない」と前提し得る根拠を求めるか、前提自体を否定することが出来る。

### 論点相違の虚偽（関連性の誤謬）
- A「スピード違反の罰金を払えというが、世間を見てみろ。犯罪であふれ返っている。君たち警察官は私のような善良な納税者を悩ませるのではなく、犯罪者を追いかけているべきだろう」

証明すべき命題に対して関連性のない前提を用いる誤謬、ないし、特定の論証から導き出される結論が当面の論点とかけ離れている（あるいは無関係である）誤謬一般のことを論点相違の虚偽（Ignoratio elenchi）と総称する。俗に論点のすり替えとも呼ばれる。この類型は関連性の誤謬（fallacies of relevance）という、関連性に瑕疵のある誤謬一般を包括する概念として定義されることもある。
関連性がある主張とは、その前提なり結論を受け入れたときに、証明すべき命題の真偽や妥当性を支持または否定する根拠となり得るものである。無関連な主張の前提や結論は、たとえ受け入れたとしても証明すべき命題の真偽や妥当性には全く影響を与えず、論拠としての役割を果たさない。
上記の例は「論点相違の虚偽（関連性の誤謬）」のうち、異なる論点を導入して相手に反論する「燻製ニシンの虚偽（論点変更の虚偽）」に該当する（後述）。上記の例における本来の「論点」、すなわち関連する証拠、論拠、反論がそれに基づいて展開されるべき議論の焦点は、「Aの道路交通法違反行為の有無と罰金の妥当性」である。Aの立場としては「Aは罰金を支払う必要がない」が証明すべき命題であり、論点に沿えば「警察側に事実誤認がある」ことや、「Aの行為が法律違反に該当しない」ことなどを論拠に論証を行う運びとなる。しかし、実際のAは証明すべき命題に至るために、「犯罪の増加」や「警察官の任務範囲」という論点を異にした不適切な前提を立てて論証を行っている。従ってAの主張は、用いた前提が内容において真であったとしても、本来議論すべき論点に全く対処していないため、「Aは罰金を支払う必要がない」という命題を正当化（justification）できない。

### 燻製ニシンの虚偽（論点変更の虚偽）
- A「なぜ人工中絶を禁止する私の憲法改正案を支持しないのです。胎児の命はどうでもいいのですか」
- B「もちろん胎児の命は重要だ。そしてあらゆる人の命が同様に重要なのであって、現在、無差別な銃犯罪によって何千もの命が奪われている。命の重要性を認識しているあなたなら、当然私の銃規制法案を支持してくれるんだろうね？」

「関連性の誤謬」の一形態。相手に反論する際に、本来の問題（論点）から他の問題へと注意をそらしたり、無関係な論点を導入して推論を行う誤りを燻製ニシンの虚偽（red herring）あるいは論点変更の虚偽（Mutatio Elenchi）と呼ぶ。
上記の例における論点は「人工中絶禁止の是非」であり、「銃規制の是非」は異なる論点である。確かにBが用いている「あらゆる人の命が重要である」という思想は近代法の基本原理として広く共有されており、人工中絶の法的議論においても暗黙または明示的に前提の1つとして使われていることは疑いようもない。しかし、それは「人工中絶禁止の是非」という個別具体的な論点における前提であり、その前提を異なる論点の論証に転用することは出来ない。転用された前提は論点が異なるため、結論との間に論理的帰結（前提が真ならば、結論も必ず真であるという関係）が成立しないためである。形式的には、論点「中絶問題」の前提集合を Γ₁ 、論点「銃規制」の前提集合をΓ₂ 、それぞれの論点で導かれる結論をφ₁、 φ₂としたとき、このように表せる。
- 「中絶問題」の前提から「銃規制」の結論は導出されない（Γ₁ ⊭ φ₂ ）

Bの発言は、前提を転用することであたかも論理的関連があるかのようにみせかけた燻製ニシンの虚偽の典型例である。

### 対人論証
「関連性の誤謬」の一形態。相手の主張内容ではなく論者の属性を攻撃して論点をすり替える誤謬を対人論証（ad hominem）と呼ぶ。例えば、信用や立場や経験といった属性を理由に相手の主張を批判する場合、その属性が論点と関連性を持たないときには対人論証に該当する。こういった批判は主張内容の真偽や妥当性に何ら影響を与えないため、有効な反論にはならない。
基準とされる属性の種類により、対人論証は以下の亜型に分類される。

#### 人格攻撃
- A「次の借主が来るまでに部屋を清潔に片づけておいてくれ。契約書にもそう書いてあったはずだ」
- B「『清潔にしろ』なんてあなたが言っても説得力がない。同じシャツを一週間着ているような人なのに」

人格攻撃（abusive ad hominem）は、論者の能力や行動、容姿や発言といった特定個人の性質を攻撃することで論点をすり替える対人論証である。例えば「C が P を提起している」とき、B が「C は能無しだから（P は検討するに値しない）」という反論をしたなら、それは人格攻撃に該当する誤謬である。

#### 状況に基づく対人攻撃
- A「最近、大臣たちの汚職が目に余る。現政権の責任が問われるべきじゃないか？」
- B「君は野党支持者だからね。野党に政権を取らせるためにそう言ってるんだろ」

状況に基づく対人攻撃 (circumstantial ad hominem）は、特定の立場や人間関係、経験の有無など、個人が属する状況を攻撃することで論点をすり替える対人論証である。例えば「関係者だから X を擁護するのだろう」という類の批判を行った場合、批判の相手が「Xの関係者」である事実を主張の根拠に用いていないならば「論点のすり替え」であり、状況に基づく対人攻撃に該当する。また、「やった経験もない者に意見する資格はない」という類の反論もこの誤謬に該当する。

#### お前だって論法
- A「暴力はやめなよ。ダメだよ」
- B「あんたに非難される筋合いはない。あんたが自分の子供を叩いた所をしっかり見てたんだからな」

お前だって論法（tu quoque）は、論者が主張内容と似たような行為をしていることを理由に、言説そのものの価値を論じず議論を終了させようとする対人論証である。この論法は相手の「言動不一致」や「一貫性の欠如」といったネガティブな属性を指摘するが、それを批判するためならば「論点のすり替え」という誤りが許されるということはない。すなわち、「誤った行為を掛け合わせても正しくはならない」(Two wrongs don't make a right）ということである。プロパガンダ手法として知られる「そっちこそどうなんだ主義」（Whataboutism）は、集団を対象に用いられる「お前だって論法」といえる。
ただし、これらの対人論証とされる形式が常に誤謬であるとは限らないことは多数の学者によって指摘されている。例えば、盲目者の行う「目撃証言」に対して、その目撃者としての資格を問うことは理に適っている。専門分野の権威として「教授」という肩書を用いた論証では、専門性及び資質が主張の正当性の裏付けとして機能する故に、その適性を問う反論は健全である。従って対人論証は、形式的に同じであっても論点との間に関連性があるか否かによって誤謬であるか否かが分かれる。

### 藁人形論法（ストローマン）
- A 「私は子どもが道路で遊ぶのは危険だと思う」
- B 「そうは思わない、子どもが外で遊ぶのは良いことだ。A氏は子どもを一日中家に閉じ込めておけというが、果たしてそれは正しい子育てなのだろうか」

「関連性の誤謬」の一形態。議論に反駁する際、相手の立場・主張を歪めるか、過度に単純化するか、または拡大解釈し、そのでっちあげた対象の方を批判する誤謬。論点の歪曲とも呼ばれる。非形式論理運動の創始者アンソニー・ブレアとラルフ・ジョンソンは藁人形論法の要件として下記の3点を挙げている。
- 論者Mは、Nの見解または立場をQであるとする 。
- Nの実際の立場はQではなく、それとは異なるRである 。
- Mは、QがあたかもNが実際に保持している見解または立場であるかのように批判する 。

これら3つの特徴的な条件が満たされる誤謬を藁人形論法と定義できるとした。その時、置き換えられる偽りの立場や見解は、反論側からすれば容易に論破できるような内容に変わるとされている。

### 権威に訴える論証
- A「地球温暖化は深刻な問題だよ。ニュースで気候科学者もそう言っていた」

「関連性の誤謬」の一形態。主張の根拠として他の正当な理由を挙げずに権威のみに依存したり、論点とは無関係な権威者や正体不明な権威者を根拠として持ち出す誤謬。 「権威 X が P と言っている。故に P は正しい」や、「私の主張 S は権威 X の見解 P と一致する。故に S は正しい」といった形式をとる推論。権威との“同一性”または“類似性”を強調し、それ自体を主張の根拠とする誤りである。
この誤謬の核心は、権威の意見が常に無謬とは限らないために、あくまで蓋然的なものに過ぎない（相対的な価値しか持ちえない）という事実を無視している点にある。同分野で権威の意見が複数存在し、権威同士の統一見解がないことや、文化や技術の発展に伴って権威の誤りが明らかになることは往々にして起きる。つまり、『権威者である』という事実は『常に真理を述べる』という性質と論理的に同値でもなければ包含関係にもない。従って、権威者の発言であるという事実では、その発言内容が真であることの厳密な証明にはならない。論証において根拠とすべきは、権威が用いた検証プロセスやデータそのものである。

### 連座の誤謬
- A「で、この選挙は誰に投票する気なんだ」
- B「Cさんかな。彼は経験豊かだし、政策にも説得力があるから」
- A「冗談だろ？あいつはDやEに支持されてる人間だぞ。あの豚野郎二人と同じ側に立つ気か？」

「関連性の誤謬」の一形態。ある主張をした人物・集団 X と、社会的に否定的評価を受けている別の人物・集団 Y の“関連性”または“共通点”を強調し、X及びその主張は信頼できないと結論づける誤謬を連座の誤謬 (guilt by association) という。「X は Z と主張している。性質 N （否定的評価）を持つ Y も Z と主張している。従って、 Y と関連がある X や、その主張 Z は信用できない」という形式の推論である。「権威に訴える論証」と対照関係にある誤謬。また、主張と否定的人物・集団を結び付けるために「軽率な一般化」が併用されるケースも多い。例えば、「1+1=2である」という信念に対し、「ヒトラーもバンディもスターリンもそう信じていた。その信念は危険だ」と批判を行う場合など。

### 衆人に訴える論証（バンドワゴン効果の誤謬）
- A「地球は球体なんだよ。世間のどの人に聞いてもみんなそう言うだろう」

「関連性の誤謬」の一形態。多くの人が特定の立場をとっているという事実によってその立場の正しさを主張する誤謬を、衆人に訴える論証 (ad populum）あるいはバンドワゴン効果の誤謬（bandwagon fallacy）という。この誤謬の核心は「多数に支持されている」事実そのものを、主張の真実性や正当性の根拠としてしまう点にある。上記の例でいえば、「地球は球体である」という共通理解は、航海の際の観測、天体の運行、人工衛星からの画像など、客観的かつ検証可能な証拠の共有と普及がなされたことで築かれたものである。この「多数者の支持に至った証拠と論理」こそが論証の根拠となり得るのであり、多数の支持それ自体は根拠として機能しない。

### 発生論の誤謬
- A「あの慈善団体は、かつて不祥事を起こした人物によって設立された。だから、どんな活動をしていても信用できないし、寄付すべきではない」

「関連性の誤謬」の一形態。ある物事の当初の状態に対する評価をそのまま現在の状態にも当てはめ、現在における結論の根拠とする誤謬を発生論の誤謬（Genetic fallacy）という。 この誤謬は、起源（genesis）と機能（function）とを別にせず「起源の劣等性からすぐにそのものの機能の劣等性を断定する論法」とも定義される。物事が元々どのようなものだったかという要素は評価を大きく左右する傾向があるが、それと現在の機能の価値は別の論点として論じなければならない。

### 伝統に訴える論証
- A「この漢方薬は千年以上も使われてきたんだから、絶対に効果があるに違いないよ」

「関連性の誤謬」の一形態。証拠ではなく、特定の伝統に対する人々の畏敬の念や敬意を利用して主張を正当化する誤謬。Aの発言は、「過去から使われ続けている」ことを根拠に自論の正当性を主張しているため、この誤謬に該当する。不測の事態に備える先例主義という考え方もあるが、「過去にその意見は正しいから採用されたのか」「関係する状況は現在と過去で変わっていないか」の二点が立証されないと根拠にはならない。

### である-べきであるの誤謬（自然主義的誤謬）
- A「生物学的に男性の方が力が強い。だから、肉体労働を伴う仕事は男性がするべきであり、女性はそれ以外の仕事をするべきだ」

哲学者のヒュームは自著『人間本性論』（1739）において、あらゆる道徳体系が「である（is）」と「べきである（ought）」という全く性質の異なる関係を論理的に飛躍させていると指摘し、倫理的結論として“ought” が導かれるにも関わらず、前提に “ought” が含まれない場合、その推論は論理的に有効とは言えないと主張した（ヒュームの法則）。なぜなら、前提に含まれていないものを結論として導出する形式は演繹的に妥当な論証にならず、論理的帰結が成立しないためである。こうした、事実判断（存在命題）のみから価値判断（当為命題）を導く誤った推論のことをである-べきであるの誤謬（is-ought fallacy）と呼ぶ。上記の例は「生物学的に男性の方が力が強い」という事実から、直接「肉体労働は男性がするべきだ」という規範を導いてるため、この誤謬に該当する。上記の例に「仕事は身体的特性に基づいて割り振るべきだ」のような価値前提が加わった場合、形式的には妥当な論証となる。
なお、自然主義的誤謬（Naturalistic fallacy）は、元来「善」を自然的性質で定義する試みを批判するために哲学者G・E・ムーアが提唱したメタ倫理学の用語だったが、後年「である-べきであるの誤謬」と同義の語としても用いられるようになった。この「自然」という語は事物の「自然的性質」（そうである性質）のことを意味しており、誤謬の対象範囲はいわゆる「自然現象」や「自然界」に限定されない。例えば「うちは代々長男が家業を継いできた。だから、長男であるお前は家業を継ぐべきだ」のように人為的な慣習や伝統を用いた論証であってもこの誤謬は該当する。

### 道徳主義的誤謬
- A「人間は皆生まれながらに平等であるべきだ。だから能力が遺伝するという研究結果は間違っている」

「べきである（ought）」という道徳的・規範的な価値判断のみを根拠として、「である（is）」という事実に関する結論を導き出す誤った推論を道徳主義的誤謬 (Moralistic fallacy)という。これがなぜ誤謬に当たるのかは「#である-べきであるの誤謬（自然主義的誤謬）」を参照。アメリカの微生物学者バーナード・デイビスが、科学的探究は道徳的理由によって阻止されるべきかを論じた際に提唱した概念である。

### 公正世界誤謬
- A「貧しい人っていうのは、結局自分の努力が足りないだけだよ。だって、真面目に働いて貯金していれば、誰だってまともな暮らしができるはずだ。甘えか怠慢の自業自得だよ」

この誤謬は、一般的に認知バイアスの一種として定義されている。社会心理学者メルビン・ラーナーによれば、人々は一般に良い人には良いことが起こり、悪い人には悪いことが起こるという信念（公正世界信念）を持っている。この信念を根拠として、悪いことが起こった原因はその人の属性や日頃の行いの悪さに、良いことが起こった原因はその人の属性や日頃の行いの良さに帰属させる誤謬を公正世界誤謬という。信念のみを根拠に結論を導く誤謬は希望的観測や信念の誤謬とも呼ばれる。上記の例は、全称命題において不当な一般化を犯している。「全ての」貧困の原因は、社会構造的な問題、経済格差、機会の不平等など様々に考えうる。これらの外部要因を一切無視して、公正世界信念にのみ基づき結論を導いているため、上記の例は誤った推論である。

### ギャンブラーの誤謬
- A「ルーレットで赤が5回連続で出た。これだけ続けば、さすがに次は黒が出るだろう」

「ある偶然事象が発生する確率は、同じような偶然事象のそれまでの結果に左右される」という思い込みに基づいてなされる判断をギャンブラーの誤謬という。偶然事象とは「偶然によって結果が決まる出来事」のことを指す。つまり偶然事象における各試行の結果は統計的に独立であるため、それまでに生じた一連の偶然事象や出来事とは因果関係がない。この誤謬の核心は、一連の偶然事象における統計的確率に関する推論と、単一の偶然事象に関する予測的推論を混同している点にある。長期的にはコインの表裏の比率がほぼ1:1になる（大数の法則）としても、単一のコイントスにおいて全体の比率が1:1になるよう調整するような結果は出ないということである。

### 前後即因果の誤謬
- A「ニワトリは日の出の直前に鳴く。つまり、ニワトリが鳴くことによって日は昇るのである」

出来事 X の後に出来事 Y が起きたというだけの理由で、出来事 Y は出来事 X が原因で引き起こされたと結論づける誤った推論を前後即因果の誤謬（post hoc ergo propter hoc）という。ある出来事の後に起きた出来事は、前に起きた出来事によって引き起こされているとは断定できない。偶然の一致や、両方を引き起こす第三の要因（潜伏変数）が存在する可能性などが想定し得るためである。時間的な前後関係だけでは、1つの出来事の間の因果関係を推論するのに十分な条件とは言えない。

### 滑り坂論法（ドミノの誤謬）
- A「同性婚の制度を新たに認めてしまえば、近親婚やペット婚の制度化まで要求する者が現れるのは目に見えている。同性婚の議論は進めるべきではない」

特定の行動や出来事が、不可避的にある明確な（往々にして望ましくない）結果に至る一連の流れの始まりだと決めつける誤った推論を滑り坂論法（slippery slope）あるいはドミノの誤謬（domino fallacy）という。こういった論証は、ある出来事を原因として連鎖反応が起きる可能性自体は指摘し得る。しかし、必然性があるかどうかを論じるには、それぞれの出来事の因果関係が個別具体的に検討されなければならない。この誤謬の核心は、個々の段階における因果関係やその必然性が十分に検討されないまま、最初の出来事が最終的に望ましくない結果へ確実につながると不当に仮定するという点に要約できる。

### 不当な類推
- A「人工知能（AI）は人間の脳と同じように情報を処理する。従って、人工知能にも意識があるに違いない」

2つの物事に1つ以上の類似点があるということを根拠にして、他の側面でも両者が類似しているに違いないと推論する誤りを不当な類推（fault analogy）と呼ぶ。類比の虚偽（fallacy of analogy）あるいは類比の誤り（false analogy）ともいう。
類推が論証として妥当となる為の条件は類似点と相違点の検証である。論点に対して重要かつ関連性のある類似点を示すと同時に、両者に論点と関連性のある相違点がないかを検証しなければならない。例えば、上記の類推の妥当性は、「情報処理能力」と「意識」の間にどの程度の関連性があるか、そして意識の発生にとって重要と考えられる他の性質にはどの程度の類似性・相違点があるかに依存する。もし意識の発生が情報処理以外の要因に強く依存しているならば、人間の脳と人工知能の間の物理的構造や機能性、あるいは身体性の有無といった重大な相違点が、意識の有無という論点に対して決定的な意味を持ち得る。不当な類推は、このように論点と関連性の高い重要な相違点が存在するにも関わらず、それを無視して類似点のみを根拠に結論を導く場合に発生する。